# Чарльз Гренвілл
Чарльз Френсіс Гревілл, член поліції, член Королівського товариства (12 травня 1749 — 23 квітня 1809) — британський політик та антиквар.
Рід рослини Grevillea походить від його прізвища.
Гревілл був близьким другом сера Джозефа Бенкса та, як і він, членом Товариства дилетантів. Він супроводжував Бенкса на установчих зборах попередника Королівського садівничого товариства у березні 1804 року.
У політиці, коли його батько помер у 1773 році, а його брат став графом Ворвіком, Гревілл успадкував місце в Британській Палаті громад. Він обіймав це місце до 1790 року. Він служив лордом скарбниці з 1780 по 1782 рік, скарбником двору з 1783 по 1784 рік та віцекамергером двору з 1794 по 1804 рік.
Гревілл ніколи не був одружений. У нього був великий сад з кущами гортензії на Паддінгтон-Грін, де він вирощував тропічні рослини і де йому вдалося вперше виростити ваніль плосколисту під склом взимку 1806—1807 років.
Острів Гревіль, на південь від Нової Зеландії, названо на його честь у 1820 році.